# (473145) 2015 KQ8
(473145) 2015 KQ8 es un asteroide perteneciente al cinturón de asteroides, descubierto el 11 de marzo de 2010 por Wide-field Infrared Survey Explorer desde el telescopio espacial Wide-Field Infrared Survey Explorer (WISE), Estados Unidos.

## Designación y nombre
Designado provisionalmente como 2015 KQ8.

## Características orbitales
2015 KQ8 está situado a una distancia media del Sol de 3,082 ua, pudiendo alejarse hasta 3,424 ua y acercarse hasta 2,739 ua. Su excentricidad es 0,111 y la inclinación orbital 24,48 grados. Emplea 1976 días en completar una órbita alrededor del Sol.

## Características físicas
La magnitud absoluta de 2015 KQ8 es 15,4. Tiene 4,952 km de diámetro.